# ناحیه ماچوا
ناحیه ماچوا (به صربی: Mačva District) یک روستا در صربستان است که در صربستان واقع شده‌است. ناحیه ماچوا ۳٬۲۶۸ کیلومتر مربع مساحت و ۲۹۸٬۹۳۱ نفر جمعیت دارد.